# Reprezentacja Irlandii w hokeju na lodzie mężczyzn
Reprezentacja Irlandii w hokeju na lodzie mężczyzn – jest jedną z najmłodszych reprezentacji należących do IIHF. W mistrzostwach świata występowali 6 razy w tym pięć razy w trzeciej dywizji oraz raz w drugiej dywizji. W 2008 i w 2011 reprezentacja Irlandii wystąpiła w II dywizji. Od 2013 nie bierze udziału w Mistrzostwach Świata.

## Wyniki na mistrzostwach świata
- 2004: 4. miejsce w III dywizji
- 2005: 4. miejsce w III dywizji
- 2006: 4. miejsce w III dywizji
- 2007: 2. miejsce w III dywizji
- 2008: 6. miejsce w II dywizji
- 2009: 5. miejsce w III dywizji
- 2010: 1. miejsce w III dywizji
- 2011: 6. miejsce w II dywizji
- 2012: 4. miejsce w III dywizji
- 2013: 4. miejsce w III dywizji